# Горькое (Саргатский район)
Горькое — деревня в Саргатском районе Омской области. В составе Щербакинского сельского поселения.

## История
Основана в 1876 г. В 1928 г. состояла из 104 хозяйств, основное население — русские. Центр Горьковского сельсовета Саргатского района Омского округа Сибирского края.

## Население
| 1926 | 2010 |
| ---- | ---- |
| 502  | ↘121 |